# Rotkopfastrild
Der Rotkopfastrild  (Amadina erythrocephala), auch Rotkopfamadine oder Paradiesamadine genannt, ist eine afrikanische Art aus der Familie der Prachtfinken. Es handelt sich um eine Art, deren Sozialverhalten abhängig ist von ihrem Lebensraum. In ausgesprochenen Trockengebieten ist bei Rotkopfastrilden das Geselligkeitsbedürfnis sehr ausgeprägt und erinnert in vielem an australische Prachtfinkarten. In den feuchteren Regionen des Verbreitungsgebietes ist der Gruppenzusammenhalt etwas lockerer. Dort werden auch Einzelpaare oder kleine Gruppen ohne Verbindung zu einem Schwarm beobachtet.

## Beschreibung
Rotkopfastrilden erreichen eine Körperlänge von bis zu vierzehn Zentimeter und gehören damit zu den eher großen Prachtfinkenarten.
Das Männchen hat eine rote Kopf- und Gesichtsfarbe. Der Rücken ist staubgrau bis graubraun, der Bürzel ist schwach dunkel quer gebändert. Bei einzelnen Individuen haben die Federn an dieser Stelle sogar rote Federsäume. Die Flügel sind graubraun, wobei die kleinen Oberflügeldecken helle Federspitzen aufweisen. Die großen Flügeldecken haben – von den Handdecken abgesehen – ebenfalls kleine weißliche Spitzenflecken. Die Schwingen haben schmale helle Außensäume, die Armschwingen sogar breite weiße Spitzensäume. Die Kehle ist weißlich bis hellgrau. Die Brust ist weißlich mit einer schuppigen schwarzbraunen Querbänderung. An Hinterbrust, Vorderbauch und Körperseiten haben Rotkopfastrilden aufgrund der Zeichnung der Federspitzen große, weiße Tropfenflecken, die schwarz eingefasst sind.

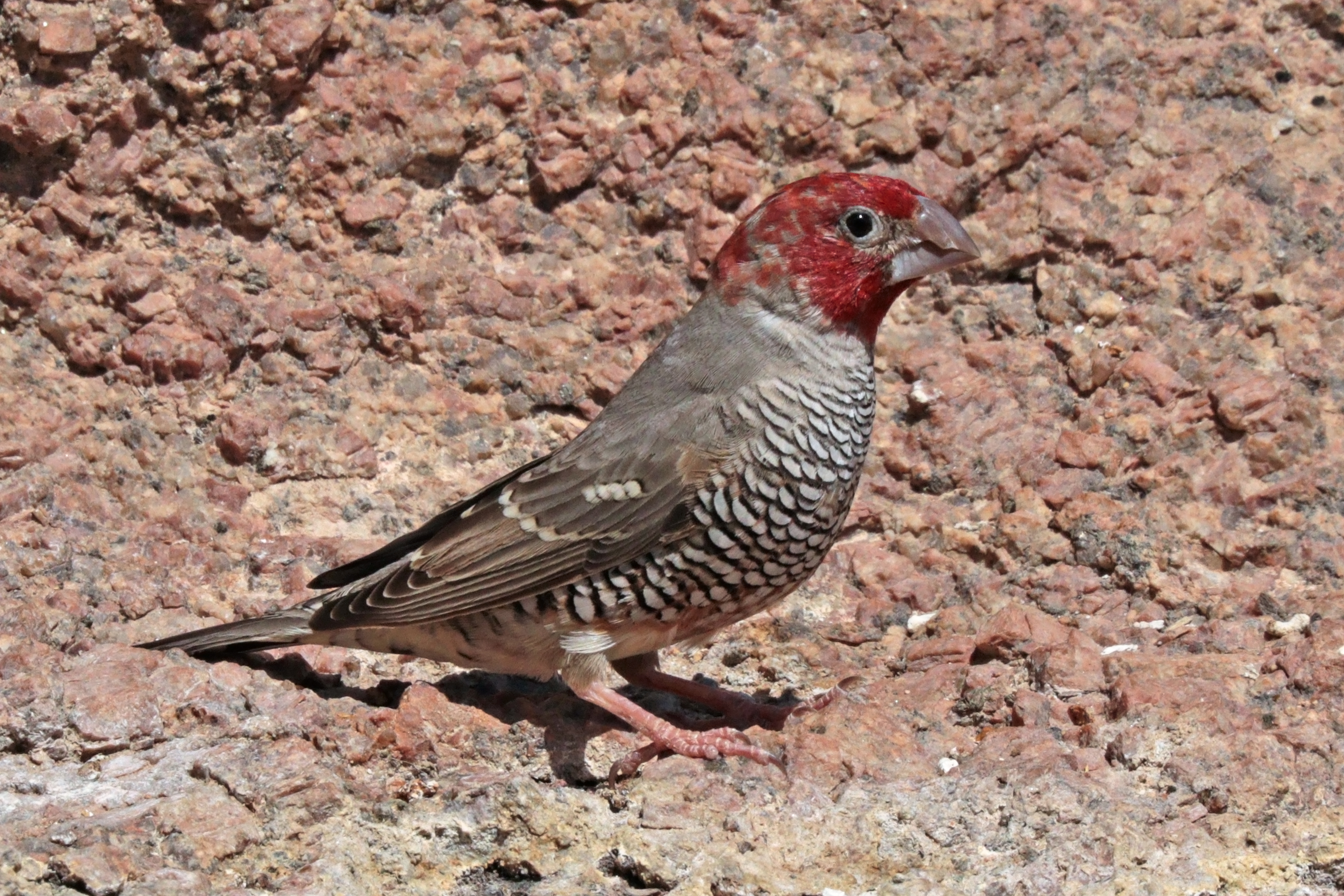
Männchen in Namibia

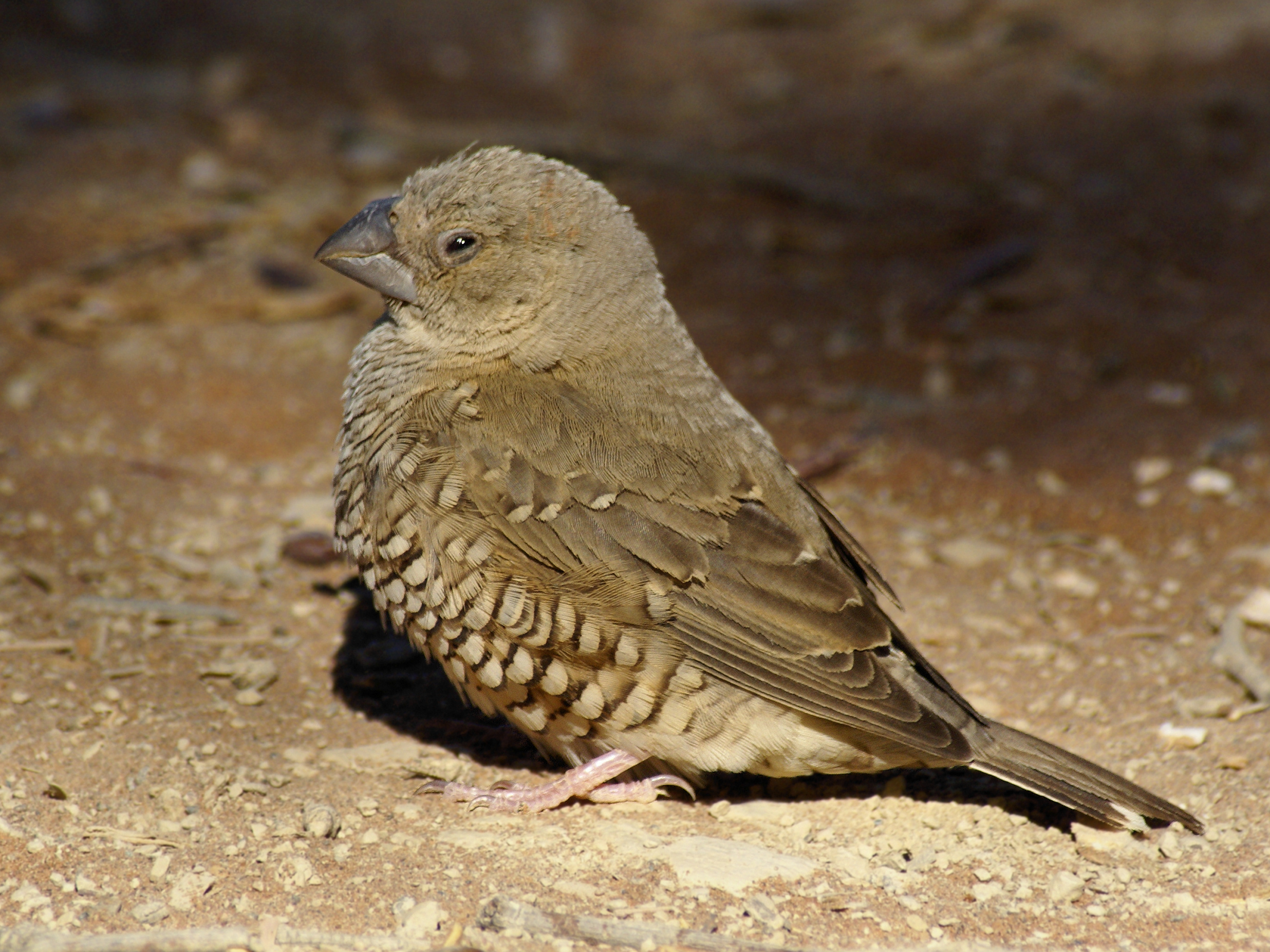
Weibchen

Die rote Kopf- und Gesichtsfarbe fehlt beim Weibchen. Die entsprechenden Stellen sind bei ihr graubraun gefiedert. Die hellen Flecken auf der Unterseite sind außerdem beim Weibchen deutlich kleiner und weniger kräftig abgesetzt als beim Männchen.
Bei beiden Geschlechtern sind die Augen braun, der Schnabel ist hell hornfarben und die Läufe und Füße sind fleischfarben.
Das Federkleid zeigt eine große individuelle und altersmäßige Variabilität. Es werden trotzdem zwei Unterarten unterschieden. Die Unterart Amadina erythrocephala dissata unterscheidet sich von der Nominatform A. e. erythrocephala durch ein satteres und kräftigeres Rot beim Männchen. Das Rückengefieder ist bei diesen außerdem deutlich grauer und die Weibchen sind insgesamt reiner braungrau als bei der Nominatform.

## Lebensweise

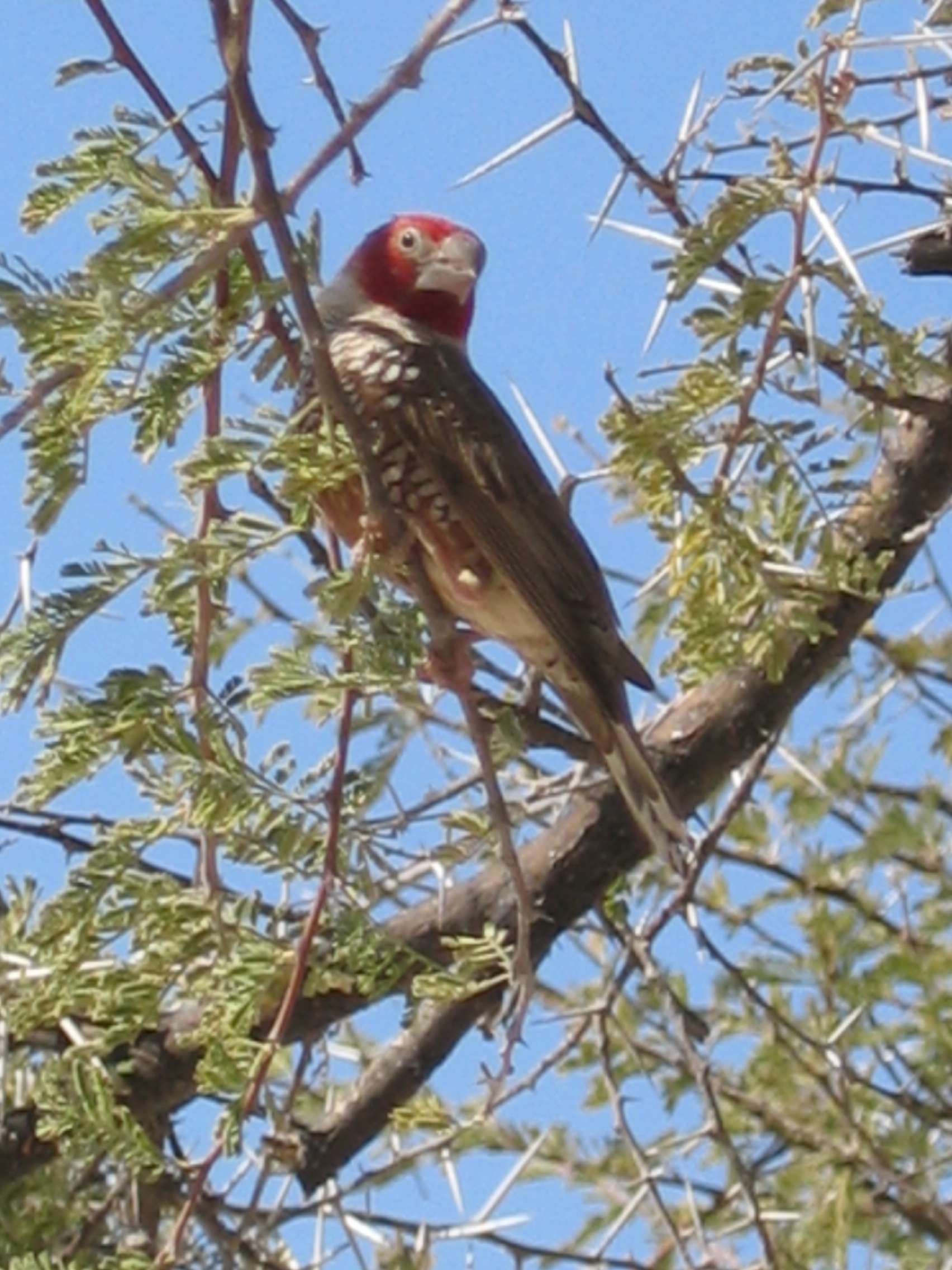
Rotkopfastrild

Die Brutzeit der Rotkopfastrilden ist abhängig von den Niederschlägen, da diese das Nahrungsangebot bestimmen. Entsprechend unregelmäßig brütet diese Prachtfinkenart.
Rotkopfastrilden bauen nur sehr selten eigene Nester, sondern brüten bevorzugt in den leerstehenden Nestern von Sperlingen und Webern. Genutzt werden unter anderem die Nester von Kapsperling, Rostsperling, Maskenweber, Büffelweber und in selteneren Fällen auch vom Haussegler. Der Nistplatz wird von Männchen und Weibchen gemeinsam ausgewählt. In der Regel gehen zwei bis sechs Paare gemeinsam auf Nistplatzsuche. Die Vögel scheinen sich gegenseitig persönlich zu erkennen, da nicht zu diesem Schwarm gehörende fremde Paare sofort vertrieben werden. Die Mitglieder einer solchen Brutgemeinschaft sitzen häufig nebeneinander, um sich zu putzen oder zu kraulen. Solche Brutgemeinschaften sind zumindest in den ausgeprägten Trockengebieten Teil eines Schwarmes, zu dem sie auch während der Brutzeit die Verbindung nicht aufgeben.
Rotkopfastrilden zeigen insbesondere in Trockengebieten ein ausgeprägtes Geselligkeitsbedürfnis. In der Kalahari hat man Brutgemeinschaften beobachtet, die in Entfernungen von mehreren Kilometern um eine Wasserstelle brüteten. An der Wasserstelle hielt sich dauerhaft ein Schwarm nichtbrütender Alt- und Jungvögel auf. Die Mitglieder der verschiedenen Brutgemeinschaften hielten sich, wenn sie nicht gerade brüteten, huderten oder fütterten, beim Schwarm auf. Dabei nahmen sie auch in Kauf, dass sie zur Fütterung der Jungvögel weite Strecken zurücklegen mussten. Das galt auch, wenn ein ausreichendes Nahrungsangebot in unmittelbarer Nähe zum Nest bestand.
Das Gelege des Rotkopfastrilds besteht aus zwei bis sieben, meist jedoch aus vier bis fünf Eiern. Sie werden zwölf bis vierzehn Tage lang bebrütet. Beide Elternvögel brüten und sitzen nachts häufig gemeinsam im Nest. Die Nestlingszeit beträgt 22 bis 25 Tage. Die Jungvögel sind nach weiteren drei Wochen selbständig. Sie halten sich in den ersten Tagen noch im Nestbaum beziehungsweise in dessen unmittelbarer Nähe auf. Während die Elternvögel auf Nahrungssuche sind, sitzen die Jungvögel fast unbeweglich im Inneren des Baumwipfels beziehungsweise eines dichten Busches auf. Auf die zurückkehrenden Elternvögel reagieren sie sofort mit lautem Bettelgeschrei. Abends werden sie von den Elternvögeln zum gemeinsamen Übernachten wieder ins Nest zurückgeführt.

## Verbreitungsgebiet und Lebensraum

Verbreitungsgebiet des Rotkopfastrilds

Das Verbreitungsgebiet des Rotkopfastrilds ist das südwestliche Afrika. Der Lebensraum sind Halbwüsten und Dornbuschsteppen. Nach der Brutzeit streift die Art weiträumig innerhalb des Verbreitungsgebiets umher.
Abgesehen vom Afrikanischen Silberschnabel dringt der Rotkopfastrild am weitesten von allen afrikanischen Prachtfinken in halbwüstenartige Biotope vor. Sie hält sich dabei jedoch stets in der Nähe von Wasser auf. Sie kommt in der Kalahari, am Rand der Wüsten in Botswana sowie in trockenen Sandsteppen mit sehr vereinzelten Baum- und Strauchgruppen vor. In der Kalahari können in der Nähe von Wasserstellen Rotkopfastrildenschwärme beobachtet werden, die mehrere hundert Vögel umfassen. Der Rotkopfastrild präferiert jedoch im übrigen Teil ihres Verbreitungsgebietes etwas dichter bewachsene Baum- und Dornbuschsteppe. Sie besiedelt auch offenes Kulturland, verhält sich jedoch gegenüber dem Menschen recht scheu.

## Haltung
Es ist nicht bekannt, wann Rotkopfastrilden erstmals nach Europa importiert wurden, der Erstimport fand aber mit Sicherheit im 18. Jahrhundert statt. Louis Pierre Vieillot gilt als derjenige, der vermutlich bereits in der zweiten Hälfte des 18. Jahrhunderts diese Art erfolgreich nachzüchtete. Im 19. Jahrhundert wurden sie mehrfach in Frankreich, England und Holland auf Ausstellungen gezeigt. In Deutschland scheinen Rotkopfastrilden erst in der zweiten Hälfte des 19. Jahrhunderts als Ziervogel gehalten worden zu sein. Seit dem Beginn des 20. Jahrhunderts werden sie mit geringen Unterbrechungen regelmäßig im Handel angeboten, wenn auch nicht so häufig wie die zur gleichen Gattung gehörenden Bandamadine.
Für eine artgerechte Haltung ist eine Haltung in Volieren notwendig, ansonsten gelten sie als einfach zu haltende Vögel, die auch sehr zutraulich werden. Abhängig von Besatz, Größe der Voliere, Bepflanzung und Versteckmöglichkeiten zeigen sie jedoch während der Brutzeit ein unverträglicheres Verhalten.

## Belege

### Einzelbelege
1. ↑   Nicolai et al., S. 77
2. ↑   Nicolai et al., S. 74
3. ↑   Nicolai et al., S. 75
4. ↑   Nicolai et al., S. 76
5. ↑   Nicolai et al., S. 75
6. ↑   Nicolai et al., S. 74 und S. 75
7. ↑   Nicolai et al., S: 78